# Belgisch kampioenschap JKA karate cadetten dames
Het Belgisch kampioenschap JKA Karate wordt jaarlijks in België georganiseerd door de Belgian Amateur Karate Federation (BAKF). Het kampioenschap wordt gehouden in de disciplines kata en kumite. Tijdens dit kampioenschap nemen de 8 best geplaatste karateka's van het Vlaams kampioenschap JKA Karate het op tegen de 8 best geplaatste karateka's van JKA francophone de Belgique. De beste karateka die bij de eerste 4 eindigt voor zowel kata als kumite krijgt de titel van algemeen kampioen. 

## Erelijst

#### Cadetten meisjes kumite
| Jaar | Plaats      | · Kampioen           | · Zilver               | · Brons             | 4de plaats             |
| ---- | ----------- | -------------------- | ---------------------- | ------------------- | ---------------------- |
| 2024 | Eigenbrakel | Lotte Simillion      | Emilie Carlier         | Naemie Capelle      | Jalisa Wille           |
| 2023 | Eigenbrakel | Cyliane Goffin       | Malak Daoud El Ammouri | Amelie Carlier      | Elena Vanderberck      |
| 2022 | Eigenbrakel | Norah Hahnel         | Athanasia Kokkinis     | Morena Di Maira     | Lucie Hahnel           |
| 2021 | Geannuleerd |                      |                        |                     |                        |
| 2020 | Geannuleerd |                      |                        |                     |                        |
| 2019 | Eigenbrakel | Lies De Ridder       | Rani De Craim          | Elke Driessens      | Noura El Boubsi        |
| 2018 | Eigenbrakel | Fodor Emanuela       | Rani De Craim          | Laura Selis         | Lies De Ridder         |
| 2017 | Eigenbrakel | Louka Delmotte       | Leonie De Smedt        | Amelie Vandenbroeke | Manon Hocq             |
| 2016 | Eigenbrakel | Constantina Kokkinis | Marie Guarneri         | Justine Dekyvere    | Rhûne Vernou           |
| 2015 | Eigenbrakel |                      |                        |                     |                        |
| 2014 | Eigenbrakel | Laura Bostoen        | Elisa Swaenepoel       | Chloe Desmedt       | Thalia Van Den Bossche |
| 2013 | Eigenbrakel | Elisa Swaenepoel     | Isabeau Eeckeloo       | Chloe Desmedt       | Lien Kindt             |
| 2012 | Eigenbrakel | Lauren Bogaert       | Supanida Verfaillie    | Sara Akdim          | Catherine Corbeau      |
| 2011 | Eigenbrakel | Supanida Verfaillie  | Manon Fontaine         | Sara Akdim          | Sarah Newman           |
| 2010 | Kortrijk    | Huyghebaert Manon    | Astrid Martens         | Laura Di Franco     | Yoni Deroose           |

#### Cadetten meisjes kata
| Jaar | Plaats      | · Kampioen           | · Zilver               | · Brons             | 4de plaats             |
| ---- | ----------- | -------------------- | ---------------------- | ------------------- | ---------------------- |
| 2024 | Eigenbrakel | Emilie Carlier       | Naemie Capelle         | Jalisa Wille        | Maaren Stockx          |
| 2023 | Eigenbrakel | Cyliane Goffin       | Malak Daoud El Ammouri | Amelie Carlier      | Elena Vanderberck      |
| 2022 | Eigenbrakel | Norah Hahnel         | Athanasia Kokkinis     | Morena Di Maira     | Lucie Hahnel           |
| 2021 | Geannuleerd |                      |                        |                     |                        |
| 2020 | Geannuleerd |                      |                        |                     |                        |
| 2019 | Eigenbrakel | Lies De Ridder       | Rani De Craim          | Elke Driessens      | Noura El Boubsi        |
| 2018 | Eigenbrakel | Fodor Emanuela       | Rani De Craim          | Laura Selis         | Lies De Ridder         |
| 2017 | Eigenbrakel | Louka Delmotte       | Leonie De Smedt        | Amelie Vandenbroeke | Manon Hocq             |
| 2016 | Eigenbrakel | Constantina Kokkinis | Marie Guarneri         | Justine Dekyvere    | Rhûne Vernou           |
| 2015 | Eigenbrakel |                      |                        |                     |                        |
| 2014 | Eigenbrakel | Laura Bostoen        | Elisa Swaenepoel       | Chloe Desmedt       | Thalia Van Den Bossche |
| 2013 | Eigenbrakel | Elisa Swaenepoel     | Isabeau Eeckeloo       | Chloe Desmedt       | Lien Kindt             |
| 2012 | Eigenbrakel | Lauren Bogaert       | Supanida Verfaillie    | Sara Akdim          | Catherine Corbeau      |
| 2011 | Eigenbrakel | Supanida Verfaillie  | Manon Fontaine         | Sara Akdim          | Sarah Newman           |
| 2010 | Kortrijk    | Huyghebaert Manon    | Astrid Martens         | Laura Di Franco     | Yoni Deroose           |

## Algemeen kampioen JKA Karate
| Jaar | Plaats      | Algemeen kampioen    |
| ---- | ----------- | -------------------- |
| 2024 | Eigenbrakel | Emilie Carlier       |
| 2023 | Eigenbrakel | Cyliane Goffin       |
| 2022 | Eigenbrakel |                      |
| 2021 | Geannuleerd |                      |
| 2020 | Geannuleerd |                      |
| 2019 | Eigenbrakel |                      |
| 2018 | Eigenbrakel |                      |
| 2017 | Eigenbrakel | Louka Delmotte       |
| 2016 | Eigenbrakel | Constantina Kokkinis |
| 2015 | Eigenbrakel |                      |
| 2014 | Eigenbrakel | Laura Bostoen        |
| 2013 | Eigenbrakel |                      |
| 2012 | Eigenbrakel |                      |
| 2011 | Eigenbrakel | Sara Akdim           |
| 2010 | Kortrijk    | Manon Huyghebaert    |